# Рохма (Ленінградська область)
Рохма (рос. Рохма) — присілок у Всеволожському районі Ленінградської області Російської Федерації.
Населення становить 12 осіб. Належить до муніципального утворення Лесколовське сільське поселення.

## Історія
Від 1 серпня 1927 року належить до Ленінградської області.

## Населення
| 1838 | 1848 | 1862 | 1896 | 1905 | 1926 | 1939 |
| ---- | ---- | ---- | ---- | ---- | ---- | ---- |
| 121  | ↘115 | ↗183 | ↗202 | ↗203 | ↗244 | ↘227 |
| 1958 | 1997 | 2002 | 2007 | 2010 | 2013 | 2017 |
| ↘118 | ↘3   | ↘0   | ↗2   | ↗14  | ↗18  | ↘12  |